# Lago Polisto
El lago Polistó (en ruso: Полисто озеро) es un lago del óblast de Pskov, en Rusia. Tiene forma oval, con una profundidad máxima de 5,3 m (y media de 3,0 m) y una superficie de 31,6 km², que lo convierten en el cuarto mayor lago del óblast de Pskov.
En el lago tiene origen el río Polist. En el mismo abundan las luciopercas y las bremas. Es el único lago del óblast en el que habita el Pelecus cultratus.
El lago es considerado monumento natural de significado regional. Limita con el territorio del zapovédnik Polistovski.
A orillas del lago se encuentran las aldeas Shípovo (al oeste del lago), Ujóshino (al norte del lago), Veriazha (al sur del lago), Ruchiý y Chiléts (al este del lago).